# Hana a její sestry
Hana a její sestry (anglicky Hannah and Her Sisters) je komedie scenáristy a režiséra Woodyho Allena z roku 1986. Allen rovněž hraje jednu z hlavních rolí, televizního producenta Mickeyho.